# Nebeklíč
Nebeklíč (také nebesklíč nebo nebeský klíč, německy Himmelschlüssel) je katolická modlitební knížka charakteristická svou strukturou, spočívající v rozdělení na kapitoly obsahující modlitby uspořádané podle kritéria specifického pro danou kapitolu. Vznikl v 17. století a jeho autorství je zpravidla připisováno Martinovi z Kochemu. V Čechách se dočkal postupně více než dvou set vydání pod různými názvy (Nebeklíč, Zlatý nebeklíč, Celý nebeklíč, Poloviční nebeklíč, Malý nebeklíč, Pravý nebeklíč, Pravý zlatý nebeklíč, Duchovní nebeklíč apod.). S ohledem na své rozšíření se stal vzorem pro ostatní druhy modlitebních knížek a v běžné řeči i synonymem pro modlitební knížku vůbec, zejména v 19. století.
Hlavní ideou nebeklíče je soustředit do jednoho svazku všechny druhy modliteb k příležitostem, s nimiž se prostý křesťan mohl setkat v průběhu dne, roku či života anebo které patřily k jeho náboženským povinnostem. Na začátku nebeklíče je zařazena tabulka pohyblivých svátků a liturgický kalendář se jmény světců. Jednotlivé kapitoly pak obsahovaly modlitby
1. pro jednotlivá období dne
2. používané při mši
3. před a po zpovědi
4. před a po přijímání
5. k Nejsvětější svátosti
6. k Nejsvětější Trojici
7. litanie ke jménu Ježíš a rozjímání nad umučením Páně
8. k Panně Marii
9. pro slavnosti během roku
10. k různým životním příležitostem
11. za mrtvé
12. písně